# Llista de rius de l'Horta Nord
Llista de rius, rambles i barrancs a la comarca de l'Horta Nord, al País Valencià.
| Nom                           | Tipus   | Conca        | Superfície conca | Longitud | Cabal | Naixement                                | Naixement                                              | Desembocadura                               | Desembocadura                                          | Foto |
| Nom                           | Tipus   | Conca        | Superfície conca | Longitud | Cabal | Lloc                                     | Coord.                                                 | Lloc                                        | Coord.                                                 | Foto |
| ----------------------------- | ------- | ------------ | ---------------- | -------- | ----- | ---------------------------------------- | ------------------------------------------------------ | ------------------------------------------- | ------------------------------------------------------ | ---- |
| la Calderona (o de les Coves) | barranc |              |                  |          |       | Serra Calderona (Albalat dels Tarongers) | 39° 40′ 05″ N, 0° 22′ 29″ O / 39.6680927°N,0.3747337°O | mar Mediterrània (Puçol - el Puig)          | 39° 35′ 52″ N, 0° 16′ 05″ O / 39.5978174°N,0.267998°O  |      |
| el Vallet                     | barranc | la Calderona |                  |          |       | Puçol                                    |                                                        | barranc de la Calderona (Puçol)             | 39° 36′ 20″ N, 0° 18′ 48″ O / 39.605453°N,0.313398°O   |      |
| Alfinac                       | barranc | la Calderona |                  |          |       | Puçol                                    |                                                        | barranc de la Calderona (Puçol)             | 39° 36′ 27″ N, 0° 19′ 04″ O / 39.6075292°N,0.3178199°O |      |
| el Cabeç Bord                 | barranc |              |                  |          |       | Serra Calderona (Albalat dels Tarongers) | 39° 39′ 12″ N, 0° 23′ 24″ O / 39.6533474°N,0.3900425°O | Rafelbunyol                                 |                                                        |      |
| Carraixet                     | barranc |              |                  | 45 km    |       | Serra Calderona (Gàtova)                 | 39° 46′ 57″ N, 0° 32′ 03″ O / 39.7825576°N,0.5342839°O | mar Mediterrània (Alboraia)                 | 39° 30′ 06″ N, 0° 19′ 23″ O / 39.5017363°N,0.3230061°O |      |
| l'Alt Palmaret (o Palmar)     | barranc | Carraixet    |                  |          |       | el Tos Pelat (Montcada)                  | 39° 33′ 29″ N, 0° 25′ 22″ O / 39.5581736°N,0.4228297°O | barranc de Carraixet (Alfara del Patriarca) | 39° 32′ 17″ N, 0° 22′ 31″ O / 39.5380364°N,0.3752605°O |      |
| Túria                         | riu     |              | 6.850 km²        | 280 km   |       | Monts Universals (Aragó)                 |                                                        | mar Mediterrània (València)                 | 39° 25′ 27″ N, 0° 19′ 52″ O / 39.4242°N,0.3311°O       |      |
| en Dolça                      | barranc | Túria        |                  |          |       | les Moles (Paterna)                      |                                                        | riu Túria (Quart de Poblet)                 | 39° 29′ 08″ N, 0° 26′ 12″ O / 39.4856153°N,0.4367959°O |      |

## Enllaços
- Visor Cartogràfic. Institut Cartogràfic Valencià. Generalitat Valenciana. https://visor.gva.es/visor/